# 腓特烈港机场
腓特烈港机场，亦称博登湖机场（Bodensee-Airport），是一座位于德国巴登-符腾堡州腓特烈港的区域性商用机场，是德国境内最南端的机场，也是天际航空及德国齐柏林飞艇公司的枢纽机场，并毗邻腓特烈港新会展。

## 地理位置及交通
腓特烈港机场位于博登湖畔腓特烈港的东北部，距离腓特烈港市区约3公里。机场用地约各有一半分属腓特烈港及梅肯博伊伦管辖。从来自乌尔姆方向的德国30号国道和来自弗赖堡方向的德国31号国道可以直接抵达机场，而通过德国96号高速公路的2号出口（林道）也可连接至机场。此外，机场在乌尔姆-腓特烈港铁路线上也设有自身的站点，即腓特烈港机场站。

## 历史

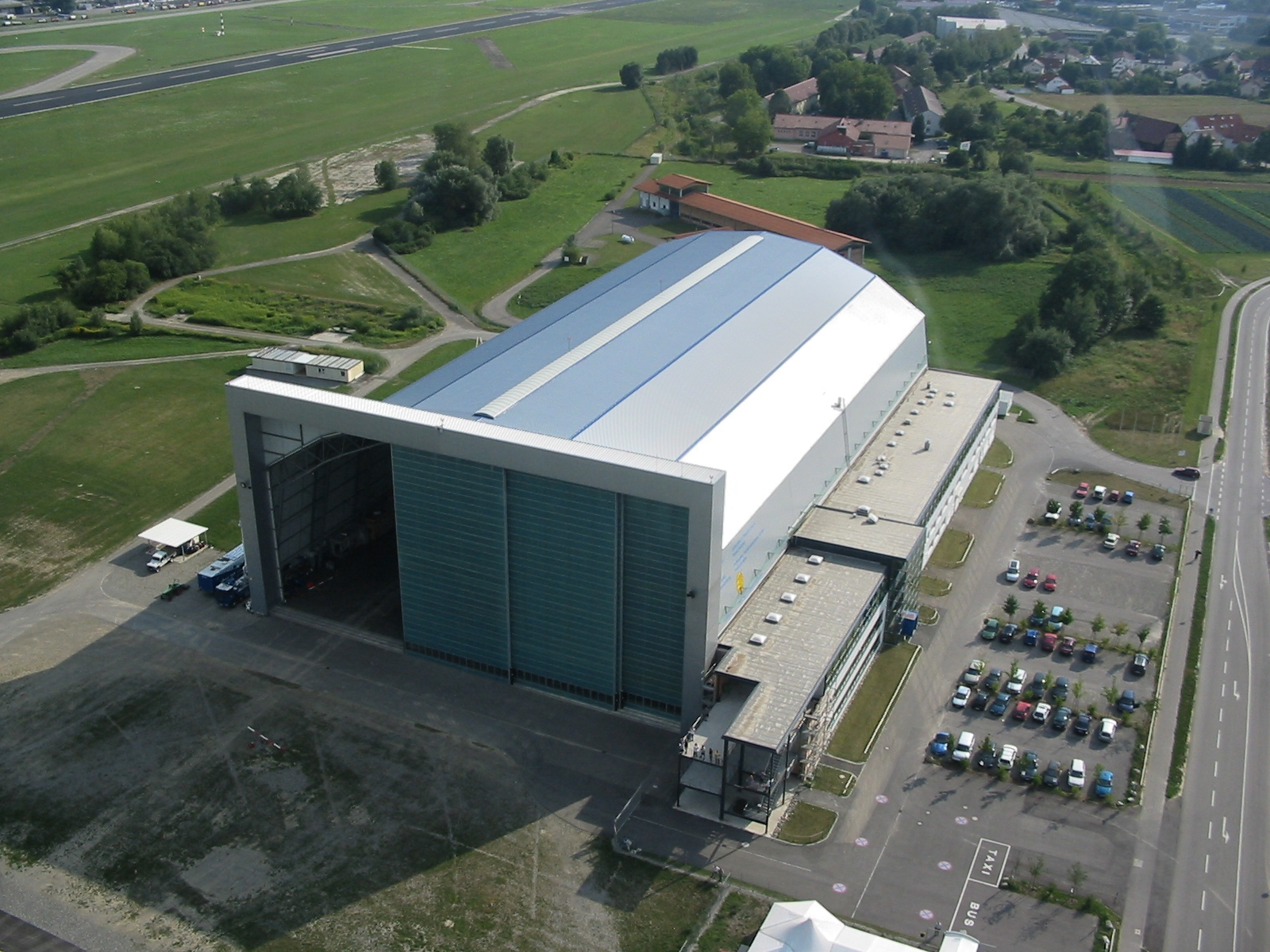
机场的一座齐柏林飞艇机库

腓特烈港机场的商用飞行历史可以追溯到1913年。当时德意志国正在齐柏林飞艇的工厂附近寻求合适的场地，以对飞艇机组人员进行培训。1915年，首座飞艇机库在现址落成，宣告了腓特烈机场的诞生。并在同年举行了首架飞艇完工后的处女航。自1929年起，汉莎航空开始在腓特烈港设立定期航班。1934年，多尼尔飞机公司的前身，多尼尔金属制造公司（Dornier Metallbauten）在机场建成了一座全新的带测试部门和飞行运营功能的机库。
1945年机场被法国军队占领，同盟國将其称为R.58飞行场（Airfield R.58）。同年11月，英国驻德空军将3个噴火戰鬥機联队划拨给自由法國，并将驻扎地由原法斯贝格空军基地转移至腓特烈港，从而机场开始扩建跑道并新造了许多建筑物。法国人旋即将该机场改称为第136空军基地，法国空军第4战斗机联队（4ème Escadre Chasse）曾驻扎于此，并首先在此部署美制P-47戰鬥機。随后，英制吸血鬼战斗机及法制达索飓风战斗机也相继入驻。1954年，法国空军将其基地迁往在莱茵河畔哈特海姆新建的布雷姆加滕军用机场。自1973年9月起，机场开始为法国陆军所使用，首先入驻的是陆军航空兵第2军团（Groupe d'aviation légère du 2ème corps d'armée）；第2战斗直升机军团（2e régiment d'hélicoptères de combat）则自1978年9月起入驻。部署于此的直升机种类主要有云雀III型直升机、美洲狮直升机和瞪羚直升機。两德统一后，法国的军事部署于1992年宣告结束。
1994年，腓特烈港机场建成了一条全新的滑行道，其技术上已能满足最新的民用航空标准。加上此前获批的商用机场资格，因此腓特烈港机场被重新归类为民用交通的机场。1998年，德国当局将该机场的所有权售予腓特烈港机场有限公司（Flughafen Friedrichshafen GmbH）。
自1997年起，腓特烈港机场在途经当地的乌尔姆-腓特烈港铁路线中设立了腓特烈港机场站。在1998年的博登湖国际航空展期间，紅箭飛行表演隊驻扎于博登湖位于瑞士一侧的圣加伦-阿尔滕海恩机场，三色箭飛行表演隊则驻扎于德国一侧的腓特烈港机场。
在1999年冬季时刻表和2000年夏季时刻表中，不列颠航空曾开办由腓特烈港机场经停日内瓦（冬季）和慕尼黑（夏季）至多米尼加共和国城市聖斐利-銀港的洲际航线，每两周1班，以波音767执飞。爱尔兰廉价航空公司瑞安航空亦曾在腓特烈港机场设有航班飞往伦敦-斯坦斯特德和阿利坎特，但在2010年春季其将该地区的业务重心由博登湖转移至梅明根机场。
由于航站楼的原旅客年发送能力仅为50万人次，腓特烈港机场于2009年1月开始将机场的处理能力扩大为150万人次。经过20个月的建设，一座斥资超过3000万欧元，总面积达5500平方米的新航站楼于2010年9月投入使用。2010年机场的销售收入比上年增长了14%达到1060万欧元，经营利润也增长了15%至150万欧元。但由于年均约300万欧元的折旧费用另加利息，机场仍录得260万欧元的亏损。
自2013年5月起，土耳其航空在腓特烈港机场提供直飞伊斯坦布尔的航班，从而使得该地区拥有中远距离的国际直飞航班。

## 航空公司及航点

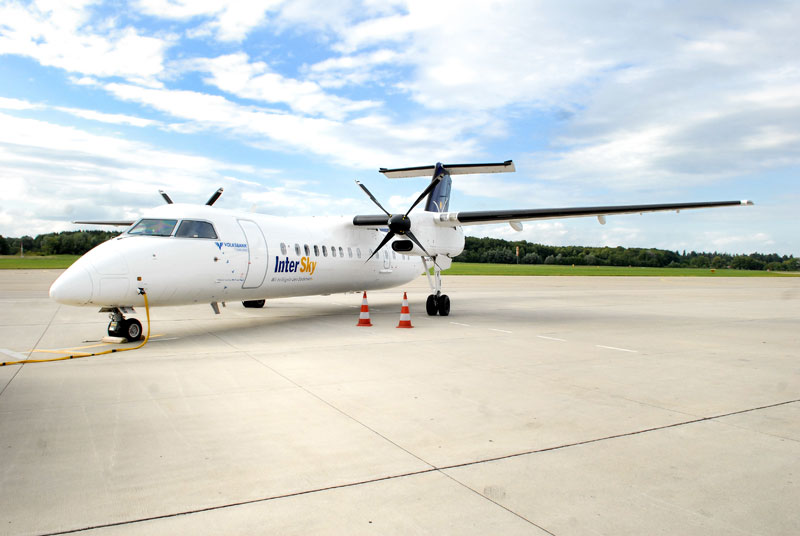
天际航空的一架龐巴迪冲8停泊在腓特烈港机场

| 航空公司                        | 目的地 |
| ------------------------------- | --- |
| 日耳曼尼亞航空                  | 洪加達 季节性: 安卡拉、安塔利亞、福提文土拉、豐沙爾（2015年10月25日開辦）、拉斯帕爾馬斯、伊拉克利翁、科斯島、蘭薩羅特（2015年10月25日開辦）、阿萊姆港（2015年10月25日開辦）、馬略卡島帕爾馬、羅得島 |
| 天际航空                        | 柏林-泰格尔、科隆/波昂（2015年10月5日開辦）、杜塞尔多夫、汉堡 季节性：厄尔巴岛、扎達爾 季节性包机:沙爾邁爾萊克、梅諾卡島                                                                            |
| 漢莎區域航空 由汉莎城际航空營運 | 法兰克福 |
| 極光快線                        | 季节性包机：安塔利亞 |
| 順風航空                        | 季节性包机：安塔利亞 |
| 土耳其航空                      | 季节性： 伊斯坦堡 |
| 英國航空                        | 季节性：倫敦-格域 |
| 易捷航空                        | 季节性：倫敦-格域（2015年12月12日開辦） |
| 爱尔兰航空                      | 季节性包机：伦敦-格域 |
| 泛航航空                        | 季节性：鹿特丹 |
| 突尼斯航空                      | 季节性包机：傑爾巴島 |
| 維茲航空                        | 斯科普里 |

## 运营数据
| \| 年乘客发送量[7] \| 年乘客发送量[7] \| 年乘客发送量[7] \| 年乘客发送量[7] \| 年乘客发送量[7] \| \| --------------- \| --------------- \| --------------- \| --------------- \| --------------- \| \| 年份 \| 年份 \| \| \| 客运量（人次） \| \| 2005 \| 2005 \| \| 596,089 \| 596,089 \| \| 2006 \| 2006 \| \| 657,749 \| 657,749 \| \| 2007 \| 2007 \| \| 655,689 \| 655,689 \| \| 2008 \| 2008 \| \| 645,250 \| 645,250 \| \| 2009 \| 2009 \| \| 570,490 \| 570,490 \| \| 2010 \| 2010 \| \| 590,640 \| 590,640 \| \| 2011 \| 2011 \| \| 571,709 \| 571,709 \| \| 2012 \| 2012 \| \| 545,121 \| 545,121 \| |      |  |         |                |
| 年乘客发送量 |      |  |         |                |
| 年份 | 年份 |  |         | 客运量（人次） |
| 2005 | 2005 |  | 596,089 | 596,089        |
| 2006 | 2006 |  | 657,749 | 657,749        |
| 2007 | 2007 |  | 655,689 | 655,689        |
| 2008 | 2008 |  | 645,250 | 645,250        |
| 2009 | 2009 |  | 570,490 | 570,490        |
| 2010 | 2010 |  | 590,640 | 590,640        |
| 2011 | 2011 |  | 571,709 | 571,709        |
| 2012 | 2012 |  | 545,121 | 545,121        |

## 技术细节

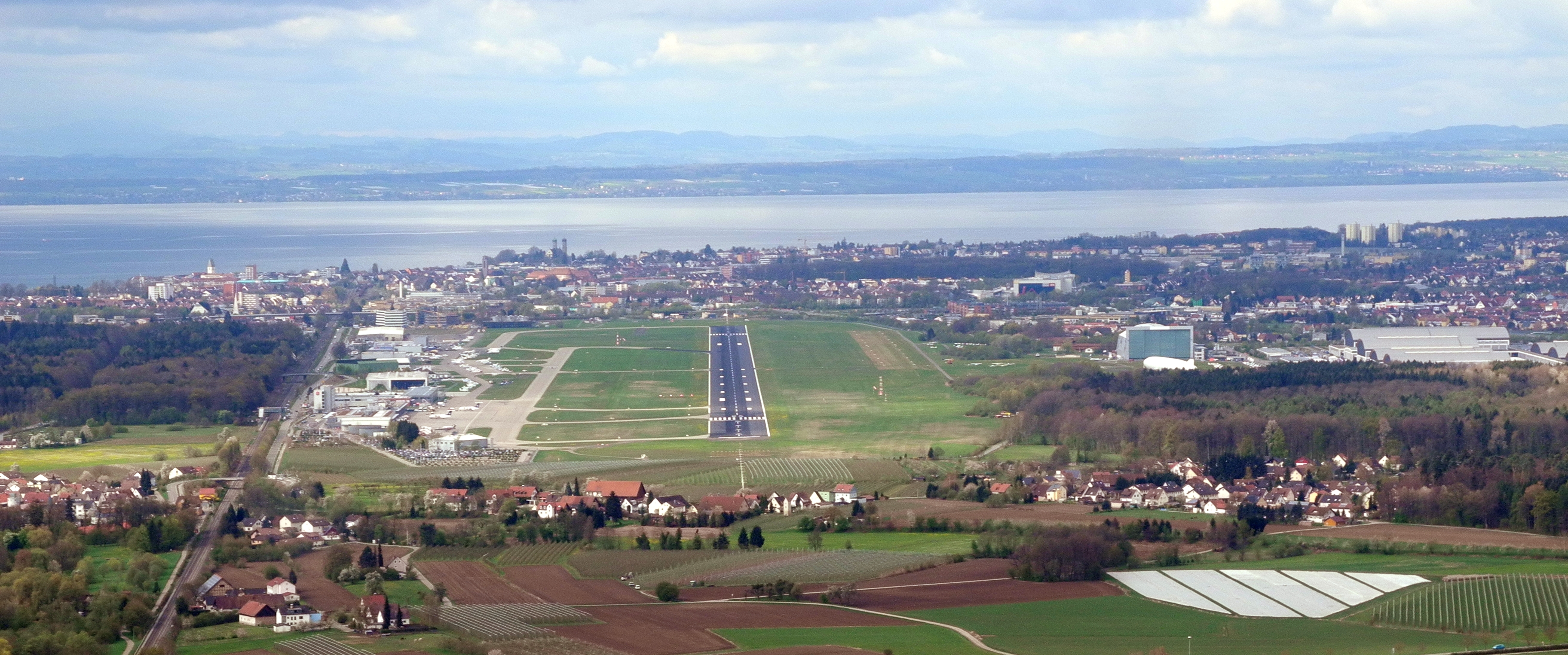
机场北部视角

腓特烈港机场唯一的起降跑道分别有06和24两个起降方向，其中主进近方向24端装备的仪表着陆系统被核准为可进行全天候起降的第三B類（CAT ⅢB），而06端仅可满足第一類儀器降落系統（CAT Ⅰ）要求。
机场塔台的甚高频无线电频谱为120.075和134.300兆赫，ATIS频谱为129.6兆赫，地面频谱为119.925兆赫。

## 轶事
- 由于腓特烈港机场现址早在1908年之前便已开设了齐柏林飞艇的定期航班，因此该机场偶尔也会与奥古斯特·欧拉（德语：August Euler）在1908年创立的格里斯海姆机场（德语：Truppenübungsplatz Griesheim）竞争德国首座飞机场的头衔。

- 安-124运输机作为全球最大的运输机之一，因需为在附近运营的歐洲航空防務與太空公司子公司卡西迪安/阿斯特里姆担任人造卫星设备的运输任务，不时也会造访腓特烈港机场。